# Laurent Clozel
Pour les articles homonymes, voir Clozel.
Laurent Clozel  est un mathématicien français né le 23 octobre 1953 à Gap. Il travaille notamment sur le programme de Langlands.

## Carrière
Clozel étudie à partir de 1972 à l'École normale supérieure et obtient son doctorat sous la direction de Michel Duflo. Il est professeur à l'Université Paris-Sud à Orsay.
De l'Académie des sciences, il reçoit en 1991 le prix Jean-Reynaud pour ses travaux sur les groupes réductifs et les formes automorphes, puis en 1999 le prix Élie-Cartan pour ses travaux sur le changement de bases dans la théorie des formes automorphes. De 1994 à 1999 il est membre de l'Institut universitaire de France.
En 1986 il est conférencier invité au Congrès international des mathématiciens (ICM) à Berkeley avec pour sujet Base change for GL(n).
Avec Richard Taylor, Nicholas Shepherd-Barron et Michael Harris il prouve la conjecture de Satō-Tate (de Mikio Satō et John Tate).

## Publications
- avec James Arthur: Simple algebras, base change and the advanced theory of the trace formula, Annals of Mathematical Studies, Princeton University Press, 1989
- avec James Milne (éditeur): Automorphic forms, Shimura Varieties and L-Functions, Proc. Conf. Univ. Michigan, Ann Arbor 1988, 2 Bände, Academic Press, 1990 (article de Clozel: Motifs et formes automorphes: applications du principe de fonctorialite)
- avec Nicolas Bergeron : Spectre automorphe des variétés hyperboliques et applications topologique, Société mathématique de France, 2005
- Appendice dans : Jean-Pierre Labesse: Cohomologie, stabilisation et changement de base, Astérisque, Nr.257, 1999
- The Sato-Tate Conjecture, in Barry Mazur, Wilfried Schmid, Shing-Tung Yau u.a. (éditeur): Current Developments in Mathematics, American Mathematical Society, 2000
- Laurent Clozel et Luc Illusie, « Nécrologie : André Weil (1906-1998) », Gazette des mathématiciens, vol. 78, 1998, p. 88-91